# Francesco Barberini (1662-1738)
Pour les articles homonymes, voir Barberini et Francesco Barberini.
Francesco Barberini (né le 12 novembre 1662 à Rome, alors la capitale des États pontificaux, et mort le 17 août 1738 dans la même ville) était un cardinal italien de l'Église catholique de la seconde moitié du XVIIe et du début du XVIIIe siècle, créé par le pape Alexandre VIII.
Il est l'arrière-petit-neveu du pape Urbain VIII (1623-1644) et du cardinal Antonio Barberini seniore (1624), le petit-neveu des cardinaux Francesco Barberini (1623) et Antonio Barberini iuniore (1627), le neveu du cardinal Carlo Barberini (1653) et le cousin du cardinal Rinaldo d'Este (1686).

## Biographie
Francesco Barberini est le fils du prince Maffeo Barberini et d'Olimpia Giustiniani.
Francesco Barberini exerce diverses fonctions au Tribunal suprême de la Signature apostolique et à la Chambre apostolique.
Le pape Alexandre VIII le crée cardinal lors du consistoire du 13 novembre 1690.
Le cardinal Barberini est nommé légat apostolique à Romandiola et est élu abbé commendataire de l'abbaye de Farfa et de Subiaco (à partir de 1704). Il est préfet de la Congrégation des évêques en 1726 et préfet de la Congrégation des Eaux.
Il est doyen du Collège des cardinaux de 1734 à 1738. Il participe au conclave de 1691, lors duquel Innocent XII est élu pape, et à ceux de 1700 (élection de Clément XI), de 1721 (élection d'Innocent XIII), de 1724 (élection de Benoît XIII) et de 1730 (élection de Clément XII).
Le cardinal Barberini meurt à Rome le 17 août 1738 à l'âge de 75 ans, après un cardinalat de 47 ans et 277 jours, entre novembre 1690 et août 1738, ce qui en fait un des plus longs de l'histoire.

## Succession apostolique
Francesco Barberini a ordonné les évêques suivants :
- Cardinal Angelo Maria Querini, O.S.B.Cas. (it) (1723)
- Évêque Bartolomeo Castelli (1724)
- Évêque Bonaventura Blasio, O.F.M.Conv. (1724)
- Cardinale Annibale Albani (1730)
- Archevêque Giovanni Antonio Foscarini, C.R.L. (1732)
- Évêque Domenico Valguarnera (it), C.O. (1732)
- Évêque Gennaro Maria Danza (1733)
- Évêque Francesco Franco (1736)
- Évêque Pierre Louis Jacquet (1737)